# James 350cc-modellen
De James 350cc-modellen vormen een serie motorfietsen die het Britse merk James produceerde van 1923 tot 1932.

## Voorgeschiedenis
In 1923 produceerde James motorfietsen voor alle behoeften, van een licht gebruiksmodel (het James Model 8 Lightweight), via een 500cc-sportmodel (James Model 14), een 600cc-toermodel annex zijspantrekker (James Model 6 4½ HP) tot een 750cc-zijspantrekker (James Model 10 7 HP). 

## 350cc-modellen
In 1923 begon men het programma uit te breiden, eerst met de 350cc-modellen met zijklepmotor en vanaf 1924 ook met de 250cc-zijklepmodellen. 

### 1923-1928: Model 11, 11a Sports en 18
De Modellen 11 en 11a verschenen in 1923. Het Model A was het toermodel, met een comfortabel hoog stuur, met rubber beklede treeplanken en een panzadel, het model 11a Sports had een veel lager sportstuur, voetsteunen en een "racing type"-zadel. Beide modellen hadden een 350cc-eencilinderzijklepmotor,  voor en achter trommelremmen, voor- en achterwielstandaards, drie versnellingen, een koppeling, een kickstarter, volledige kettingaandrijving, een hoogspanningsmagneet voor de ontsteking, een bagagedrager met aan weerszijden een gereedschapstasje en een 7 liter-flattank met in een apart compartiment ruim een liter smeerolie. Beide modellen kostten 65 pond, maar de prijzen daalden snel: in 1924 kostte het Model 11 £ 57 en het Model 11a £ 60, en in 1925 £ 49 voor beide modellen. In dat jaar verscheen echter ook het veel duurdere kopklepmodel 18, dat £ 73 kostte. Het had dan ook verstelbare voetsteunen en een verstelbaar sportstuur, een geveerd Terry-sportzadel, een aluminium uitlaatsysteem, een transmissiedemper in het koppelingstandwiel en tegen meerprijs kon men ook een Maglita-magneet aanschaffen, die naast de ontsteking ook de elektrische verlichting kon voeden. Er was voor het Model 18 zelfs een Maglita voor zijspangebruik beschikbaar. In 1926 verdween het Model 11a, ogenschijnlijk omdat het Model 18 de functie van sportmodel had overgenomen. De treeplanken van het Model 11 waren vervangen door verstelbare voetsteunen. In 1928 ging James helemaal op de sportieve toer: Het Model 11 werd nu ook een sportmodel met een sportstuur, verstelbare voetsteunen en een aluminium uitlaatsysteem. Men kon een Miller-elektrische verlichtingsset en een Villiers-carburateur als accessoire aanschaffen. De machine had echter nog steeds een flattank. Het Model 11a kwam weer terug, met vrijwel dezelfde kenmerken, maar met een verlaagd frame en een zadeltank. Het Model 18 bleef het "Super Sports Model" met zijn kopklepmotor, maar kreeg ook het verlaagde frame met de zadeltank.

## 1929
In 1929 veranderde James alle modelnamen. Ze kregen een letter voor elk jaar. "A" voor 1929, "B" voor 1930, enz. 

### 1929: Model A4, A5 en A6
Hoewel de namen anders werden, veranderden de modellen nog niet zo veel. Het Model A4 kende men al als Model 18. Dit was de Super Sports met kopklepmotor, nu echter uitgerust met een carburateur van Binks, een stuurdemper en tankpads. Het Model A5 was het voormalige Model 11a met zadeltank en eveneens een Binks-carburateur, stuurdemper en tankpads. Het Model A6 was het voormalige Model 11 met de flattank, zonder stuurdemper maar wel met tankpads. Alle modellen kregen een bandenpompje. 

### 1930: Model B4 en B5
In 1930 waren er nog maar twee modellen over, omdat men afstapte van de flattanks, waardoor er geen 350cc-"Model B6" kwam. De naam James Model B6 werd wel gebruikt, voor een 500cc-speedwaymodel. Het Model B4 had de kopklepmotor, het Model B5 de zijklepmotor.

### 1931: Model C4 en C5
In 1931 was er nog maar één 350cc-model, C4.

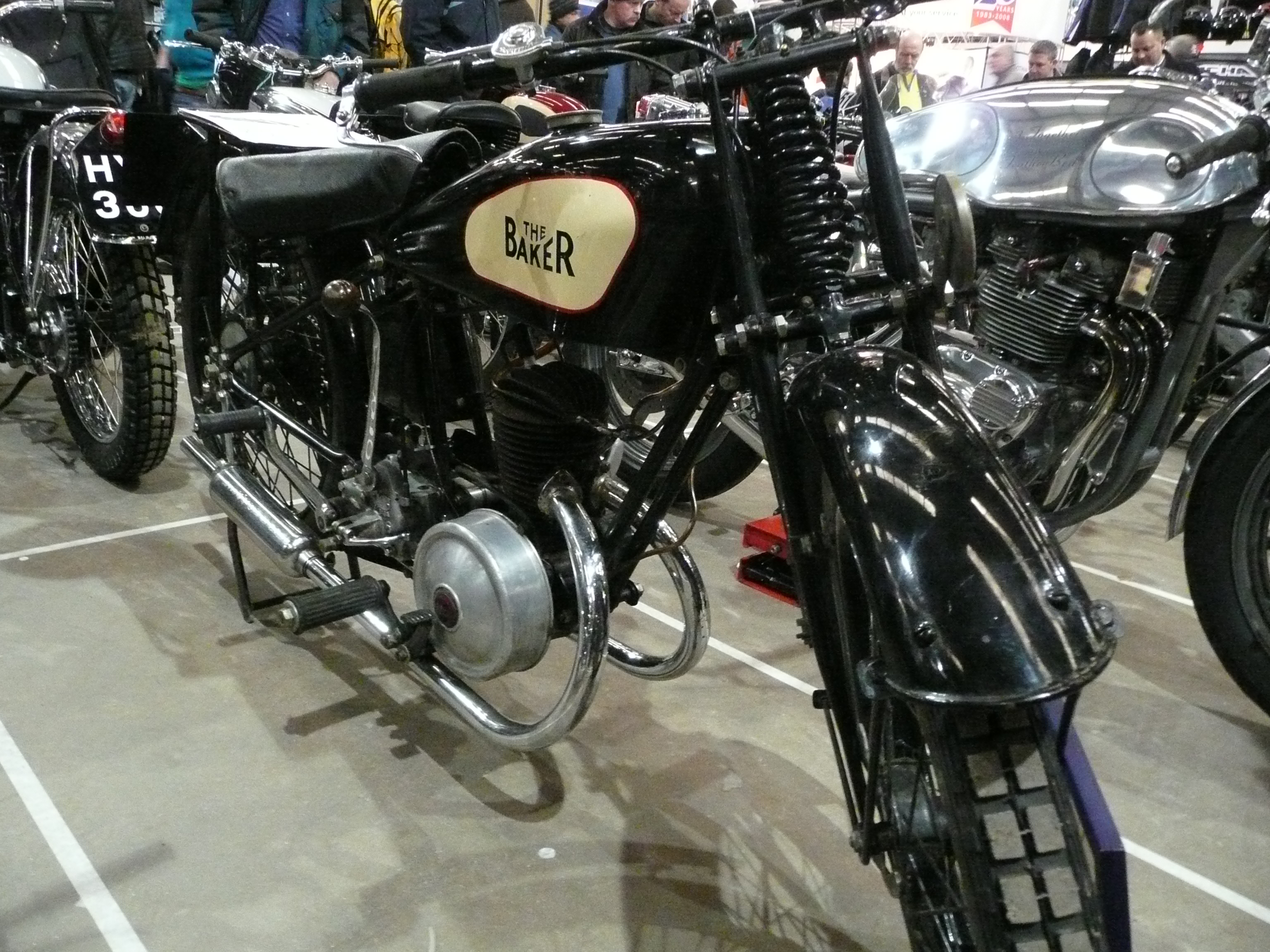
Deze Baker Super Sports uit 1927 toont het "Baker patent duplex frame". Het was helemaal samengesteld uit dunne, rechte buizen die aan elkaar geschroefd waren. De buizen die de motor droegen waren dubbel ("duplex") uitgevoerd.

### 1932: Model D4
In 1932 was er maar één 350cc-model, het Model D4, maar dat was helemaal vernieuwd, dankzij de overname van Baker in het jaar ervoor. De motor was nog steeds van James, maar het was nu een kopklep-sloper. Het rijwielgedeelte was helemaal van het voormalige merk Baker: het gepatenteerde Baker-duplexframe met middenbok en de gepatenteerde Baker-parallellogramvork met hydraulische schokdemper. Toch was het model goedkoop: als gevolg van de Grote Depressie moesten de prijzen laag blijven en het Model D4 kostte slechts 41 pond. James voelde de gevolgen van de crisis en de zwaardere modellen verdwenen van lieverlee. De 750cc-7 HP-modellen waren al verdwenen, net als de 600cc-4½ HP-modellen en de 500cc-modellen zouden ook spoedig verdwijnen. 1932 was het laatste jaar van de 350cc-modellen. 

## Technische gegevens
| James Model            | 11                                                                          | 11a Sports                                                 | 18                                  | A4                                  | A5                                  | A6                                  | B4                                  | B5                                  | C4                                  | D4                                              |            |
| ---------------------- | --------------------------------------------------------------------------- | ---------------------------------------------------------- | ----------------------------------- | ----------------------------------- | ----------------------------------- | ----------------------------------- | ----------------------------------- | ----------------------------------- | ----------------------------------- | ----------------------------------------------- | ---------- |
| Periode                | 1923-1928                                                                   | 1923-1925 en 1928                                          | 1925-1928                           | 1929                                | 1929                                | 1929                                | 1930                                | 1930                                | 1931                                | 1932                                            |            |
| Categorie              | Toermodel Vanaf 1928: Sportmodel                                            | Sportmodel                                                 | Sportmodel                          | Sportmodel                          | Sportmodel                          | Sportmodel                          | Sportmodel                          | Sportmodel                          | Sportmodel                          | Sportmodel                                      | Sportmodel |
| Motortype              | Zijklep                                                                     | Zijklep                                                    | Kopklep                             | Kopklep                             | Zijklep                             | Zijklep                             | Kopklep                             | Zijklep                             | Kopklep                             | Kopklep                                         |            |
| Bouwwijze              | Dwarsgeplaatste staande eencilinder                                         | Dwarsgeplaatste staande eencilinder                        | Dwarsgeplaatste staande eencilinder | Dwarsgeplaatste staande eencilinder | Dwarsgeplaatste staande eencilinder | Dwarsgeplaatste staande eencilinder | Dwarsgeplaatste staande eencilinder | Dwarsgeplaatste staande eencilinder | Dwarsgeplaatste staande eencilinder | Dwarsgeplaatste sloper                          |            |
| Koeling                | Lucht                                                                       | Lucht                                                      | Lucht                               | Lucht                               | Lucht                               | Lucht                               | Lucht                               | Lucht                               | Lucht                               | Lucht                                           |            |
| Boring                 | 73 mm                                                                       | 73 mm                                                      | 73 mm                               | 73 mm                               | 73 mm                               | 73 mm                               | 73 mm                               | 73 mm                               | 73 mm                               | 73 mm                                           |            |
| Slag                   | 83,5 mm                                                                     | 83,5 mm                                                    | 83,5 mm                             | 83,5 mm                             | 83,5 mm                             | 83,5 mm                             | 83,5 mm                             | 83,5 mm                             | 83,5 mm                             | 83,0 mm                                         |            |
| Cilinderinhoud         | 349,5 cc                                                                    | 349,5 cc                                                   | 349,5 cc                            | 349,5 cc                            | 349,5 cc                            | 349,5 cc                            | 349,5 cc                            | 349,5 cc                            | 349,5 cc                            | 347,4 cc                                        |            |
| Carburateur(s)         | Onbekend, In 1925: Amac of Mills Vanaf 1926: Amac In 1928: Amac of Villiers | Onbekend, In 1925: Amac of Mills In 1928: Amac of Villiers | Onbekend, Vanaf 1926: Amac          | Binks                               | Binks                               | Binks                               | Binks                               | Binks                               | Binks                               | AMAL                                            |            |
| Smeersysteem           | Total loss                                                                  | Total loss                                                 | Total loss                          | Total loss                          | Total loss                          | Total loss                          | Total loss                          | Total loss                          | Total loss                          | Total loss                                      |            |
| Primaire aandrijving   | Ketting                                                                     | Ketting                                                    | Ketting                             | Ketting                             | Ketting                             | Ketting                             | Ketting                             | Ketting                             | Ketting                             | Ketting                                         |            |
| Koppeling              | Meervoudige droge plaat                                                     | Meervoudige droge plaat                                    | Meervoudige droge plaat             | Meervoudige droge plaat             | Meervoudige droge plaat             | Meervoudige droge plaat             | Meervoudige droge plaat             | Meervoudige droge plaat             | Meervoudige droge plaat             | Meervoudige droge plaat                         |            |
| Versnellingen          | 3                                                                           | 3                                                          | 3                                   | 3                                   | 3                                   | 3                                   | 3                                   | 3                                   | 3                                   | 3                                               |            |
| Secundaire aandrijving | Ketting                                                                     | Ketting                                                    | Ketting                             | Ketting                             | Ketting                             | Ketting                             | Ketting                             | Ketting                             | Ketting                             | Ketting                                         |            |
| Rijwielgedeelte        | Open wiegframe                                                              | Open wiegframe                                             | Open wiegframe                      | Open wiegframe                      | Open wiegframe                      | Open wiegframe                      | Open wiegframe                      | Open wiegframe                      | Open wiegframe                      | Baker patent duplexframe                        |            |
| Voorvork               | Parallellogramvork                                                          | Parallellogramvork                                         | Parallellogramvork                  | Parallellogramvork                  | Parallellogramvork                  | Parallellogramvork                  | Parallellogramvork                  | Parallellogramvork                  | Parallellogramvork                  | Baker patent parallellogramvork met schokdemper |            |
| Achtervork             | Star                                                                        | Star                                                       | Star                                | Star                                | Star                                | Star                                | Star                                | Star                                | Star                                | Star                                            |            |
| Remmen                 | Trommelremmen                                                               | Trommelremmen                                              | Trommelremmen                       | Trommelremmen                       | Trommelremmen                       | Trommelremmen                       | Trommelremmen                       | Trommelremmen                       | Trommelremmen                       | Trommelremmen                                   |            |
| Tankinhoud             | 7 liter vanaf 1927: 8 liter                                                 | 7 liter                                                    | 7 liter vanaf 1927: 8 liter         | 8 liter                             | 8 liter                             | 8 liter                             | 8 liter                             | 8 liter                             | 8 liter                             | Onbekend                                        |            |